# Mimo zakona
Mimo zakona četvrti je studijski album hrvatske pop pjevačice Renate Končić Minee, kojeg 2000. godine objavljuje izdavačka kuća Croatia records. Album je sniman u periodu između 1998. i 2000. godine, producenti albuma su Tonči Huljić i Fedor Boić. S albuma je izdano osam singlova, od kojih su mnogi nagrađeni na prestižnim festivalima. 

## Pozadina
Godine 1998. Minea odlučuje napraviti diskografsku pauzu, ali i dalje ostaje aktivna na festivalima širom zemlje. Istovremeno Tonči Huljić počinje sa stvaranjem pjesama za novi studijski album, koji se stilski dosta razlikuje od prethodni. Prvi singl "Rano" je premijerno izveden na festivalu Melodije hrvatskog Jadrana 1998. godine i nagrađen je priznanjem "Zlatni galeb, 1. nagrada publike". Usljedile su pjesme "Malo fali", "U ponoć pozvoni", "Bit će bolje" i mnoge druge, sve do lipnja 2000. godine, kada se album našao u prodaji.

## Komercijalni uspjeh
Mimo zakona najuspješaniji je Minein album. Debitirao je na prvom mjestu Hrvatske i Slovenske nacionale top ljestvice, zatim album je po službenim rezultatima prodaje debitirao na prvom mjestu "Gold - audio/video" top ljestvice u Srbiji.

## Singlovi
- "Rano" prvi je singl s albuma, izdan je lipnja 1998. godine, premijerno je izveden na festivalu Melodije hrvatskog Jadrana i nagrađen je priznanjem "Zlatni galeb, 1. nagrada publike".

- "Malo fali" drugi je singl s albuma, izdan je rujna 1998. godine, premijerno je izveden na festivalu Zadarfest.

- "U ponoć pozvoni" treći je singl s albuma, izdan ožujka 1999. godine, premijerno je izveden na festivalu Dora gdje se direktno plasirao u finale.

- "Bit će bolje" četvrti je singl s albuma, izdan lipnja 1999. godine, premijerno je izveden na festivalu Melodije hrvatskog Jadrana, jedan je od najvećih uspješnica Mineine karijere.

- "Što bi mi" peti je singl s albuma, izdan ožujka 2000. godine, premijerno je izveden na festivalu Dora gdje se direktno plasirao u finale.

- "Jako" šesti je singl s albuma, izdan svibnja 2000. godine, premijerno je izveden na festivalu Hrvatski Radijski Festival, autori pjesme su Tonči i Vjekoslava Huljić.[3]

- "Mimo zakona" sedmi je singl s albuma, izdan lipnja 2000. godine, premijerno je izveden na festivalu Melodije hrvatskog Jadrana i nagrađen je priznanjem "Zlatni galeb, 1. nagrada stručnog ocjenjivačkog suda". Za pjesmu je snimljen spot.

- "Duga" je osmi, posljednji singl s albuma, izdan 2000. godine.

## Popis pjesama
| Br. | Skladba               | Trajanje |
| --- | --------------------- | -------- |
| 1.  | »Jako«                | 3:48     |
| 2.  | »Duga«                | 4:28     |
| 3.  | »Što bi mi«           | 2:51     |
| 4.  | »Znam«                | 3:09     |
| 5.  | »Rano«                | 3:15     |
| 6.  | »Mimo zakona«         | 4:10     |
| 7.  | »Kako da te prebolim« | 3:44     |
| 8.  | »Bit će bolje«        | 3:43     |
| 9.  | »Malo fali«           | 3:01     |
| 10. | »U ponoć pozvoni«     | 3:00     |

## Top ljestvice
| Top ljestvica (2000.)              | Pozicija |
| ---------------------------------- | -------- |
| Hrvatska nacionalna top ljestvica  | 1        |
| Slovenska nacionalna top ljestvica | 1        |
| Gold - POP top ljestvica prodaje   | 1        |